# Filmåret 1993

## Årets filmer

### Siffra (1,2,3...) eller specialtecken (@,$,?...)
- 881113-4753

### A - G
- Alive
- Amos & Andrew
- Batman möter mörkrets härskare
- Benny & Joon
- Boxing Helena
- Brandbilen som försvann
- Carl G. Johansson, porträtt av en vagabond
- Carlito's Way
- Cliffhanger
- Dave
- Demolition Man
- Den andra stranden
- Den siste actionhjälten[1]
- Dennis
- Det sociala arvet
- Drömkåken
- En brud på hugget
- En dag på stranden
- Even Cowgirls Get the Blues
- Falling Down
- Firman
- Geronimo - den siste krigaren
- Gilbert Grape
- Griniga gamla gubbar

### H - N
- Hot Shots! 2[2]
- Huckleberry Finns äventyr
- I faderns namn
- Jagad
- Jurassic Park
- Kalle och änglarna
- Killing Zoe
- Kådisbellan
- Kär i karriären
- Kärlekens himmelska helvete
- Köplust
- Lite för mitt hjärta och lite för min Gud
- Lotta flyttar hemifrån[3]
- Mannen på balkongen
- Morfars resa
- Måndag hela veckan
- Mycket väsen för ingenting
- The Nightmare Before Christmas

### O - U
- Oskuldens tid
- Pelikanfallet
- Philadelphia
- Pianot
- Polis polis potatismos
- The princess and the cobbler
- På osäker mark
- Roseanna
- Rädda Willy[4]
- Schindler's List[5]
- Sliver
- Snickeriet
- Sódóma Reykjavík
- Sommersby
- Spårlöst försvunnen
- Striking Distance
- Sunes sommar [6]
- Super Mario Bros.
- Sökarna
- Sömnlös i Seattle
- Teenage Mutant Hero Turtles III[7]
- Tombstone

### V - Ö
- Vem mördade Patrik?
- Visitörerna
- Välkommen Mrs. Doubtfire
- Wallace & Gromit: Fel brallor – animerat
- Wayne's World 2
- Återstoden av dagen
- Älska till döds
- Äventyret i Kalahariöknen

## Oscarspriser(i urval)
| Kategori                  | Vinnare                             |
| ------------------------- | ----------------------------------- |
| Bästa film                | Schindler's List                    |
| Bästa regi                | Steven Spielberg (Schindler's List) |
| Bästa manliga huvudroll   | Tom Hanks (Philadelphia)            |
| Bästa kvinnliga huvudroll | Holly Hunter (Pianot)               |
| Bästa manliga biroll      | Tommy Lee Jones (Jagad)             |
| Bästa kvinnliga biroll    | Anna Paquin (Pianot)                |
| Bästa utländska film      | Belle époque (Spanien)              |

För komplett lista se Oscarsgalan 1994.

## Födda
- 26 februari – Taylor Dooley, amerikansk skådespelerska.
- 7 juni – Jordan Fry, amerikansk skådespelare.
- 26 juli – Taylor Momsen, amerikansk skådespelare.
- 16 augusti – Cameron Monaghan, amerikansk skådespelare.

## Avlidna
- 6 januari – Rudolf Nurejev, sovjetisk balettdansör och skådespelare, död i AIDS.
- 9 januari – Viveca Serlachius, svensk skådespelare.
- 14 januari – Tage Berg, svensk skådespelare.
- 20 januari – Audrey Hepburn, skådespelare.
- 29 januari – Eva Remaeus, 42, svensk skådespelare.
- 21 februari – Irma Christenson, svensk skådespelare.
- 17 mars – Helen Hayes, amerikansk teater- och filmskådespelare.
- 4 april – Göran O. Eriksson, svensk författare och regissör.
- 13 april – Sten Ardenstam, 72, svensk skådespelare, komiker och revyartist.
- 12 maj
  - Ulf Palme, 72, svensk skådespelare, författare och regissör.
  - Camilla Stærn, svensk operasångerska och skådespelare.
- 18 maj – Ronald Haver, amerikansk filmvetare och filmhistoriker.
- 24 maj – Carl Billquist, svensk skådespelare.
- 4 juni – Erna Groth, svensk skådespelare, sångerska och scripta.
- 6 juni – James Bridges, amerikansk regissör (cancer).
- 22 juni – Patricia Nixon, amerikansk skådespelare, Richard Nixons hustru.
- 28 juni – Gudrun Brost, svensk skådespelare.
- 25 juli – Nan Grey, amerikansk skådespelare.[8]
- 30 juli – Julius Sjögren, svensk skådespelare.
- 30 augusti – Kåge Sigurth, svensk TV-producent och manusförfattare.
- 7 oktober – Cyril Cusack, irländsk skådespelare.
- 12 oktober – Kurt-Olof Sundström, svensk skådespelare, regissör och manusförfattare.
- 13 oktober – Stig Gustavsson, svensk skådespelare.
- 23 oktober – Ulf Björlin, svensk dirigent och tonsättare, arrangör av filmmusik.
- 25 oktober – Vincent Price, amerikansk skådespelare.
- 27 oktober – Ulla-Bella Fridh, svensk skådespelare och sångerska.
- 31 oktober
  - Federico Fellini, italiensk regissör.
  - River Phoenix, amerikansk skådespelare.
- 1 november – Frank Sundström, svensk skådespelare.
- 2 november – Åke Jensen, svensk skådespelare och sångare.
- 19 november – Leonid Gajdaj, rysk regissör och manusförfattare.
- 21 november – Bill Bixby, amerikansk skådespelare.
- 3 december – Judith Holmgren, svensk skådespelare.
- 9 december – Herbert Grevenius, svensk dramatiker, manusförfattare och journalist.
- 10 december – Göte Arnbring, svensk skådespelare och dansare.
- 14 december – Myrna Loy, amerikansk skådespelare.
- 18 december – Sam Wanamaker, amerikansk skådespelare och regissör.
- 22 december – Alexander Mackendrick, amerikansk-brittisk filmregissör och lärare.

### Fotnoter
1. ↑  IMDB, läst 1 mars 2012
2. ↑  IMDB, läst 1 mars 2012
3. ↑  ”Astrid Lindgren”. http://www.astridlindgren.se/verken/filmerna/filmlista. Läst 21 mars 2011.
4. ↑  IMDB, läst 1 mars 2012
5. ↑  IMDB, läst 1 mars 2012
6. ↑  IMDB - Sunes sommar
7. ↑  IMDB, läst 29 februari 2012
8. ↑  Oliver, Myrna (27 juli 1993). ”Nan Grey; Left Acting Career After Marriage” (på engelska). Los Angeles times. http://articles.latimes.com/1993-07-27/news/mn-17284_1_nan-grey. Läst 4 januari 2018.